# Claude Gantheret
Claude François Gantheret est un homme politique français né le 3 février 1745 à Meursanges (Côte-d'Or) et décédé le 28 avril 1810 dans la même commune.

## Carrière politique
Propriétaire cultivateur, il est député du tiers état aux états généraux de 1789 pour le bailliage de Dijon. Il vote avec la majorité.

## Odonymie
La commune de Meursanges possède une place Claude-Gantheret et où est implanté la mairie.